# Das Hakenkreuz

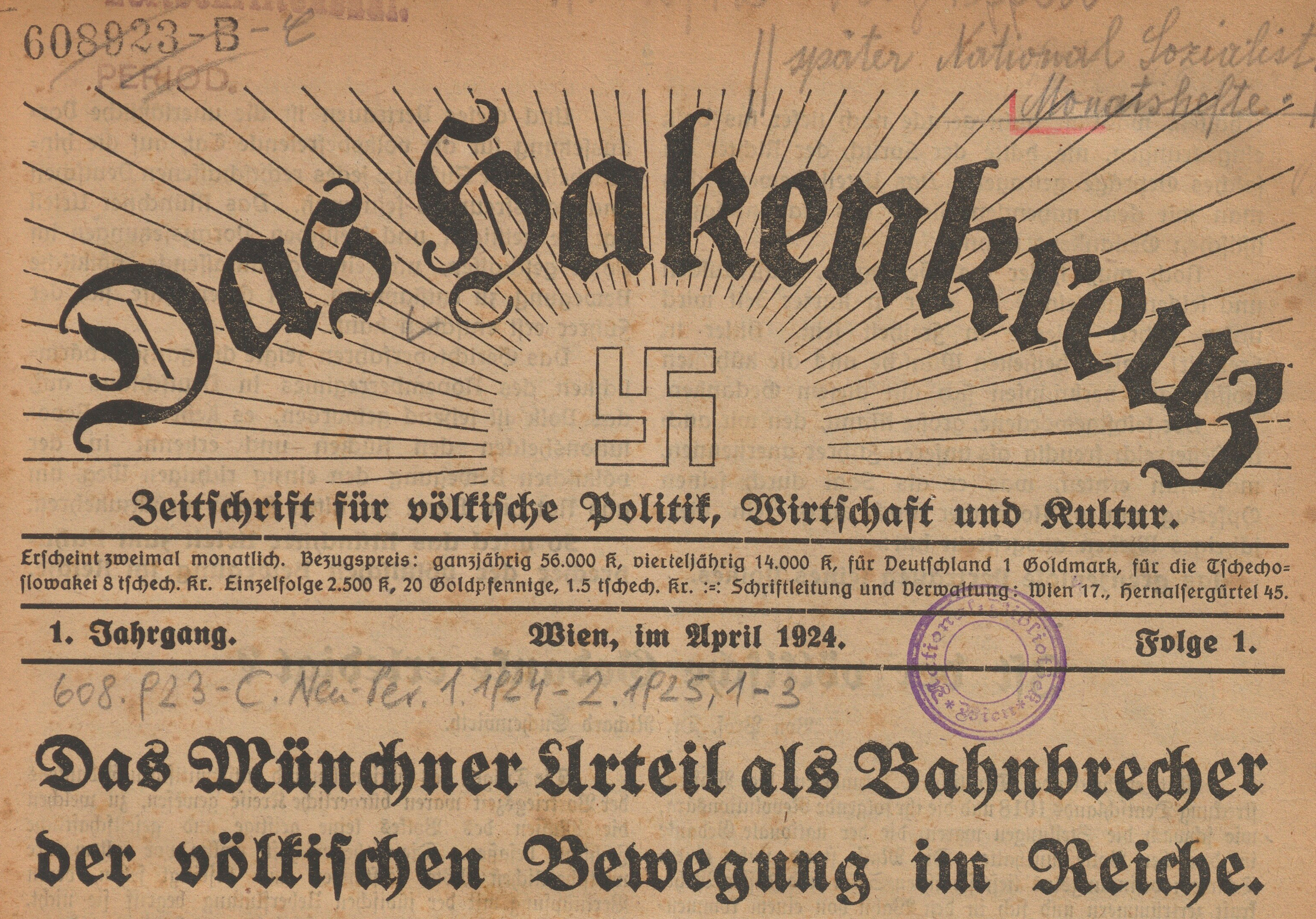
Erstausgabe vom April 1924

Das Hakenkreuz war eine von 1924 bis 1928 in Wien erschienene antisemitische, faschistische und nationalsozialistische Monatszeitung mit dem Untertitel Zeitschrift für völkische Politik, Wirtschaft und Kultur und einem Svastika-Symbol, das in alle Richtungen Strahlen wirft. Herausgeber war der österreichische Nationalsozialist und Bewunderer Adolf Hitlers Richard Suchenwirth. Ab 1927 nannte sich die Zeitung Nationalsozialistische Monatshefte mit dem Untertitel Zeitschrift für nationalsozialistische Weltanschauung. Schriftleiter war ab da der NS-Politiker Leo Haubenberger. Die Ausgaben enthielten nur Text und verzichteten auf Fotografien. Die Originale und Digitalisate liegen in der Österreichischen Nationalbibliothek.

## Inhalte

### 1924
Die erste Ausgabe erschien im April 1924 mit der Schlagzeile: „Das Münchner Urteil als Bahnbrecher der völkischen Bewegung im Reiche“. Der Artikel verhöhnt die deutsche Rechtsprechung, die im Hitler-Prozess „die besten Männer des deutschen Volkes“ des Hochverrats angeklagt und Hitler am 1. April 1924 zu fünf Jahren Haft verurteilt hatte.
Im nächsten Artikel stellt der Antisemit Suchenwirth die für ihn rhetorische Frage: „Ist der völkische Gedanke erledigt?“ Er macht das Judentum dafür verantwortlich, dass sich das deutsche Volk hat nach dem verlorenen Ersten Weltkrieg demütigen und alles nehmen lassen. Wie in der nationalsozialistischen Diktion üblich, zählt nicht die Tatsache, dass Deutschland und Österreich den Krieg begonnen hatten, sondern die ominöse Vorstellung von einem „judenfreien Vaterland“. Das Judentum sei ein hervorragend organisierter Geheimbund. Wenn Juden in Wien deutsch, in Paris französisch, in New York englisch sprächen, sei das „nur das Mittel, um das jeweilige Wirtsvolk zu täuschen, um sich nicht als Jude, als Menschteufel zu verraten“.
In einem „Von einem hervorragenden Statistiker“ verfassten Artikel wird den USA vorgeworfen, keine Statistik über eingewanderte Juden angelegt zu haben. Der Autor führt dagegen Zahlen über „die Herrschaft der Juden und Judengleichen“ in Wien an, wonach die Hälfte aller Häuser in Wien in jüdischer Hand seien, und proklamiert, dass man das nicht dulden müsse.
Die erste Ausgabe der Zeitung schließt mit einem Aufsatz des nationalsozialistischen Generals Alfred Krauß über „Keimzellen eines Volksheeres“ und einem Brief des Hamburger Freimaurers Robert F. Eskau, der dazu aufruft, die Freimaurerlogen judenfrei zu machen und dem Hakenkreuz unterzuordnen.

### 1926
Nach der Spaltung der österreichischen NSDAP im Laufe des Jahres vertrat das Blatt die Parteilinie der NSDAP Schulz-Gruppe. Parteiobmann Karl Schulz kündigte in der letzten Ausgabe des Jahres die Umbenennung der Zeitschrift in Nationalsozialistische Monatshefte an.

### 1927
In der ersten Ausgabe von 1927 unter dem neuen Namen wird das Parteiprogramm der Christlichsozialen Partei Österreichs durch den Bundeskanzler Ignaz Seipel so interpretiert: „Die christlichsoziale Partei […] ist ja ohnehin als eine antisemitische Partei bekannt. Es kann daher keine Überraschung bedeutet haben, daß in ihrem jetzt veröffentlichen Programm ebenfalls eine antisemitische Wendung vorkommt.“

### 1928
Die letzte Ausgabe vom Sommer 1928 besteht auf über 30 Seiten aus einer Abrechnung mit der Sozialdemokratischen Partei Österreichs und deren Nähe zum Marxismus. Die Pressefreiheit sei „ein Freibrief für die sozialdemokratische Presse zur Umbiegung der geltenden Rechtsgrundsätze auf die jüdische Moral. Die Voraussetzung für eine Gesundung der Rechtsverhältnisse ist daher eine gründliche Änderung des bestehenden Preßgesetzes“.